# Списък на балнеологични курорти в България
В България има 47 балнеологични курорта с над 225 находища с минерална вода. От тях 148 извора се намират в Южна България и 77 в Северна България. Повечето минерални извори са с топла вода, но има и с гореща и студена. Лечебните им свойства са различни и са доказани.
Списък на балнеологични курорти в България
| Изображение | Град                               | Област | Температура и дебит                    | Минерален състав | Лечение и рeхабилитация |
| ----------- | ---------------------------------- | --- | -------------------------------------- | --- | --- |
|             | Албена                             | Област Добрич 43°22′ с. ш. 48°10′ и. д. / 43.366667° с. ш. 48.166667° и. д.                                                                            | до 30 °C; 17,2 l/s                     | | |
|             | Балчишка тузла                     | Област Добрич 43°25′ с. ш. 28°10′ и. д. / 43.416667° с. ш. 28.166667° и. д.                                                                            | 33 °C; 20 l/s                          | Хипотермална, хидрокарбонатно-хлоридна, натриева, калциево-магнезиева, със съдържание на метасилициева киселина и сероводород.                                                                                 | Лечение и профилактика на бъбречно-урологични заболявания и болести на храносмилателната система. |
|             | Баните                             | Област Смолян 41°37′ с. ш. 25°01′ и. д. / 41.616667° с. ш. 25.016667° и. д.                                                                            | 1 извор; 35 – 43 °C                    | | Заболявания на опорно-двигателния апарат, периферната нервна система; следфрактурни състояния, луксации, дистрози, контузии, увреждания на меките тъкани, усложнения след травматични състояния; заболявания на стомашно-чревния тракт и чернодробно-жлъчни. |
|             | Банкя                              | София 42°42′ с. ш. 23°08′ и. д. / 42.7° с. ш. 23.133333° и. д.                                                                                         | 36,5 – 37 °C; 24 l/s                   | Слабоминерализирана, силициева, флуорна, хидрокарбонатна, натриева и със съдържание на радон. | Сърдечно-съдови заболявания и заболявания на периферната нервна система. Ендокринни заболявания – диабет, нарушена мастна обмяна, затлъстяване, подагра, проблеми с пикочно-отделителната система – гастрити, колити, язва, възпалителни и алергични заболявания на дихателната система. |
|             | Баня (Област Благоевград)          | Област Благоевград 41°53′ с. ш. 23°32′ и. д. / 41.883333° с. ш. 23.533333° и. д.                                                                       | 70 извора; 28 – 58 °C                  | | |
|             | Баня (Област Пазарджик)            | Област Пазарджик 42°28′ с. ш. 24°08′ и. д. / 42.466667° с. ш. 24.133333° и. д.                                                                         | 38 – 42 °C; 20 l/s                     | | |
|             | Баня (град)                        | Област Пловдив 42°33′ с. ш. 24°50′ и. д. / 42.55° с. ш. 24.833333° и. д.                                                                               | 35 – 51 °C; 30 l/s                     | Слабоминерализирана, хипертермална, флуорна, с преобладаващи сулфатни, хидрокарбонатни и натриеви йони. Съдържа 21 микроелемента.                                                                              | Заболявания на опорно-двигателния апарат; заболявания на периферната нервна система; кожни заболявания; възпалителни гинекологични заболявания и стерилитет. Лечение при камъни в бъбреците и жлъчката, хронични възпаления на жлъчния мехур. Противопоказания за лечение: всички заболявания в остър стадий; противовъзпалителни състояния; злокачествена анемия; злокачествени тумори; сърдечносъдови заболявания с прояви на недостатъчност. |
|             | Беден                              | Област Смолян 41°43′ с. ш. 24°29′ и. д. / 41.716667° с. ш. 24.483333° и. д.                                                                            | 76 °C; 12 l/s                          | | |
|             | Белчински бани                     | Област София 42°21′ с. ш. 23°23′ и. д. / 42.35° с. ш. 23.383333° и. д.                                                                                 | 37 – 39 °C                             | | |
|             | Бургаски минерални бани            | Област Бургас 42°30′ с. ш. 27°28′ и. д. / 42.5° с. ш. 27.466667° и. д.                                                                                 | 41 °C; 36 l/s                          | Слабоминерализирана, със силна алкална реакция. Тя е сулфатно-хидрокарбонатна, със съдържание на флуор, силиций и радон.                                                                                       | Заболявания на периферната нервна система; заболявания на опорно-двигателния апарат, на централната нервна система. Гинекологични заболявания и стерилитет. При ендикринно-обменни заболявания, урологични и професионални интоксикации. При остеопороза и зъбен кариес, както и за спортна профилактика. Противопоказания за лечение: всички заболявания в остър стадий; злокачествени заболявания; туберкулоза и инфекциозни заболявания; тиреотоксикоза, тежка форма на захарен диабет; епилепсии; тежки сърдечносъдови заболявания; хипертонична болест III стадий; абсцес; цироза и др. |
|             | Варвара                            | Област Пазарджик 42°09′ с. ш. 24°08′ и. д. / 42.15° с. ш. 24.133333° и. д.                                                                             | 15 извора; 92 °C                       | | |
|             | Велинград                          | Област Пазарджик 42°01′ с. ш. 24°00′ и. д. / 42.016667° с. ш. 24° и. д.                                                                                | 80 извора; 28 – 96 °C; 160 l/s         | Хипертермална, слабоминерализирана хидрокарбонатно-сулфатно-натриева, флуорна, силициева и радонова. | Заболявания на опорно-двигателен апарат от дегенеративно, възпалително и обменно естество; функционални заболявания на нервната система и заболявания на централната и периферна нервна система; хронични заболявания на дихателната система. Противопоказания за лечение: туберкулозни заболявания от всякакъв вид; лица с психични отклонения; тежки неопластични заболявания; напреднал стадий на хипертонична болест и др. |
|             | Вонеща вода                        | Област Велико Търново 42°52′ с. ш. 25°39′ и. д. / 42.866667° с. ш. 25.65° и. д.                                                                        | 13 °C (↑ до 40 °C);                    | | |
|             | Вършец                             | Област Монтана 43°11′ с. ш. 23°17′ и. д. / 43.183333° с. ш. 23.283333° и. д.                                                                           | 36,4 – 38 °C; 15 l/s                   | Слабоминерализирана, хипертермална, с алкална реакция. Сулфатно-хидрокарбонатна-натриева, със съдържание на метасилициева киселина, сероводород и радон.                                                       | Ендокринно-обменни заболявания; сърдечно-съдови; заболявания на централна, периферна нервна система и на опорно-двигателния апарат. Заболявания на отделителната и храносмилателната система, дихателните пътища и при някои очни заболявания. Противопоказания за лечение: инсулти и инфаркти; хронични заболявания в стадий на изостряне; епилепсия с чести епилептични припадъци; тежки неврози и психопатии; всички форми на туберкулоза; злокачествени заболявания; инфекциозни и венерически заболявания и др. |
|             | Горна баня                         | Област София 42°40′ с. ш. 23°14′ и. д. / 42.666667° с. ш. 23.233333° и. д.                                                                             |                                        | Слабоминерализирана, с алкална реакция, 19 микроелемента, | При хроничен гастрит, колит, язва на стомаха и дванадесетопръстника, както и след хематични състояния. |
|             | Гоце Делчев (град)                 | Област Благоевград 41°34′ с. ш. 23°44′ и. д. / 41.566667° с. ш. 23.733333° и. д.                                                                       | 10 извора; 22 °C                       | | |
|             | Девин                              | Област Смолян 41°44′ с. ш. 24°24′ и. д. / 41.733333° с. ш. 24.4° и. д.                                                                                 | 16 – 72 °C; 83 l/s                     | Слабоминерализирана с висока алкалност. Хидро-карбонатно-натриева, със съдържание на метасилициева киселина и радон.                                                                                           | Заболявания на дихателната система. При бъбречно-урологични, стомашно-чревни, чернодробно-жлъчни и някои професионални интоксикации. |
|             | Добринище                          | Област Благоевград 41°49′ с. ш. 23°24′ и. д. / 41.816667° с. ш. 23.4° и. д.                                                                            | 17 извора; 30 – 43 °C                  | Слабоминерализирана, хипертермална, флуорна, силициева, хидрокарбонатно-сулфатна. | Заболявания на опорно-двигателния апарат и нервната система и за лечение на половата система. |
|             | Долна баня                         | София Област42°17′ с. ш. 23°46′ и. д. / 42.283333° с. ш. 23.766667° и. д.                                                                              | 2 извора; 26 °C and 62 – 65 °C; 25 l/s | Слабоминерализирана, сулфатно-натриева, средно радиоактивна, флуорна. | |
|             | Златни пясъци                      | Област Варна 43°17′ с. ш. 28°25′ и. д. / 43.283333° с. ш. 28.416667° и. д.                                                                             | 4 извора; 150 l/s                      | | |
|             | Княжево (София)                    | Област София | 2 извора, 25 – 35 °C                   | Най-слабоминерализираната, хидрокарбонатно-натриева, силициева, със съдържание на радон. | По състав е близка до минералната вода в Банкя. |
|             | Костенец (град)                    | Област София 42°18′ с. ш. 23°52′ и. д. / 42.3° с. ш. 23.866667° и. д.                                                                                  | 47 – 73 °C                             | Слабоминерализирана, хидрокарбонатна, сулфатно-натриева, флуорна, силициева, с радон, сероводород, литий. | |
|             | Костенец (село)                    | Област София 42°16′ с. ш. 23°49′ и. д. / 42.266667° с. ш. 23.816667° и. д.                                                                             | 46 °C; 15 l/s                          | Слабоминерализирана, хидрокарбонатна, сулфатно-натриева, флуорна, силициева, с радон, сероводород, литий. | Хронични възпаления и алергични заболявания на дихателната система, дегенеративни ставни заболявания, заболявания на периферната нервна система. Не е подходящ за лечение при сърдечносъдови заболявания с прояви на недостатъчност; злокачествени тумори и злокачествени анемии; тежки парези; тежък общ статус, причинен от карциномни заболявания; тежка форма на диабет и тиреотоксикоза и др. |
|             | Кюстендил                          | Област Кюстендил 42°17′ с. ш. 22°41′ и. д. / 42.283333° с. ш. 22.683333° и. д.                                                                         | 71,5 – 73 °C; 33 l/s                   | Слабоминерализирана, сулфидно-сероводородна, силициева, флуорна, сулфатно-хидрокарбонатна-натриева с литий. | Хронични заболявания на опорно-двигателния апарат, следфрактурни състояния; заболявания централната и периферна нервна система; гинекологични заболявания; кожни заболявания, състояния след термична травма. |
|             | Марикостиново                      | Област Благоевград 41°26′ с. ш. 23°21′ и. д. / 41.433333° с. ш. 23.35° и. д.                                                                           | 63 °C; 20 l/s                          | | Заболявания на опорно-двигателния апарат, на гръбначния стълб, нервната система, половата система и стерилитет. |
|             | Меричлери                          | Област Хасково 42°08′ с. ш. 25°30′ и. д. / 42.133333° с. ш. 25.5° и. д.                                                                                | 1 извор; 45 °С                         | Силноминерализирана вода със значително съдържание на свободен въглероден диоксид. Съдържа 18 микроелемента.                                                                                                   | При стомашно-чревни заболявания, гастрити, язва, чернодробно-жлъчни проблеми, хронични хепатити, следхепатитни състояния, болести на обмяната на веществата, затлъстяване, подагра. |
|             | Минерални бани                     | Област Хасково 41°56′ с. ш. 25°21′ и. д. / 41.933333° с. ш. 25.35° и. д.                                                                               | 15 извора; 54 – 56 °C; 36 l/s          | Сулфатно-хидрокарбонатна-натриево-калциева, силициева, флуорна, със съдържание на радон и ниско количество въглероден диоксид.                                                                                 | Заболявания на опорно-двигателния апарат, на периферната нервна система и периферните съдове, гинекологични заболявания. Заболявания на периферните артерии от ограничен и функционален тип облитериращи заболявания – ендоартрити, облетираща атеросклероза, болест на Бюргер, болест на Рейно, вегетативни и диабетни ангеопатии. Остър ставен ревматизъм, артрити; шипове, заболявания на ставите; костите; състояния след счупвания, навяхвания; радикулити; полиневрити. Противопоказания за лечение: хронични заболявания, усложнени с остро възпаление; всички видове сърдечносъдови заболявания на обостряне и декомпенсация; исхемична болест на сърцето; хипертонична болест – в състояние на хипертонична криза; злокачествени тумори; изразена хидронефроза; изразена бъбречна недостатъчност. |
|             | Михалково                          | Област Пловдив 41°51′ с. ш. 24°26′ и. д. / 41.85° с. ш. 24.433333° и. д.                                                                               | 3 извора; 16 – 28 °C; 36 l/s           | Най-силно минерализираната въглекисела вода в България. | При стомашно-чревни заболявания, камъни в бъбреците, затлъстяване. |
|             | Момин проход                       | Област София 42°20′ с. ш. 23°52′ и. д. / 42.333333° с. ш. 23.866667° и. д.                                                                             | 9 извора; 56 °C                        | Слабоминерализирана, хипертермална, сулфатно-натриева, със съдържание на радон и флуор. Съдържа 17 микроелемента. Втората по радиоактивност в България с 550 емана.                                            | Заболявания на периферната и централна нервна система с остатъчни явления; хронични дихателни заболявания; кожни заболявания. |
|             | Нареченски бани                    | Област Пловдив 41°55′ с. ш. 24°46′ и. д. / 41.916667° с. ш. 24.766667° и. д.                                                                           | 21,5 – 33 °С; 5 l/s                    | Високоминерализирана, с най-висока радиоактивност в България - 1200 емана. Съдържат 14 микроелемента | Функционални разстройства на нервната система; ендокринно-обменни заболявания - захарен диабет, тиреотоксикоза, затлъстяване; сърдечно-съдови заболявания; заболявания на централната нервна система. Лечение на подагра, диабет, затлъстяване, при старчески заболявания и стомашно-чревни болести. |
|             | Овча купел (София)                 | София 42°41′ с. ш. 23°15′ и. д. / 42.683333° с. ш. 23.25° и. д.                                                                                        | 32 °C; 8 l/s                           | Слабоминерализирана, хипотермална, хидрокарбонатно-сулфатно-натриева, калциево-магнезиева, флуорна и със съдържание на метасилициева киселина, сероводород, въглероден диоксид и 43 микроелемента.             | При бъбречни възпалителни заболявания, колити, диабет. |
|             | Овча могила                        | Област Велико Търново 43°26′ с. ш. 25°16′ и. д. / 43.433333° с. ш. 25.266667° и. д.                                                                    | 45 °C;                                 | | Заболявания на опорно-двигателния апарат от възпалително и дегенеративно естество, посттравматични такива с мускулни контрактури; заболявания на периферната нервна система; стомашно-чревни, чернодробни-жлъчни и обменни заболявания. |
|             | Огняново (област Благоевград)      | Област Благоевград 41°37′ с. ш. 23°48′ и. д. / 41.616667° с. ш. 23.8° и. д.                                                                            | 30 извора; 39 – 43 °C; 70 l/s          | | |
|             | Павел баня                         | Област Стара Загора 42°36′ с. ш. 25°12′ и. д. / 42.6° с. ш. 25.2° и. д.                                                                                | 7 извора; 50 – 61 °C; 16 l/s           | Слабоминерализирана, с леко алкална реакция, висока температура. Характеризира се като хидрокарбонатна-натриева, флуорна, силициева, радонова, съдържа литий и сероводород.                                    | Вертеброгенни заболявания; заболявания на опорно-двигателния апарат с дегенеративен и постравматичен характер; заболявания на централната и периферна нервна система от възпалителен, токсичен и травматичен характер (вкл. остатъчни явления – парези, парализи). Следоперативно лечение на травми, имплантиране на изкуствени стави, гинекологични заболявания и стерилитет. Противопоказания за лечение: съдови заболявания на централната нервна система (слединсултни състояния); сърдечносъдови заболявания – ИБС, инфаркт на миокарда; тромбофлебит; хипертонична болест – II и III степен; белодробни заболявания – астма, емфизем, абсцес; анемии; кръвоизливи; цироза; злокачествени тумори и др.                                                                                                |
|             | Панчарево                          | София-град 42°35′ с. ш. 23°24′ и. д. / 42.583333° с. ш. 23.4° и. д.                                                                                    | 48 °C; 12 l/s                          | Слабоминерализирана, хидрокарбонатно-сулфатно-калциево-магнезиева със съдържание на радон, метасилициева киселина и въглероден диоксид.                                                                        | Заболявания на опорно-двигателната система – възпалителни, дегенеративни състояния, след оперативни интервенции. При бъбречни, стомашно-чревни, чернодробно-жлъчни заболявания, диабет, подагра. |
|             | Полски Тръмбеш                     | Област Велико Търново 43°23′ с. ш. 25°39′ и. д. / 43.383333° с. ш. 25.65° и. д.                                                                        | 44 – 47 °C; 50 – 60 l/s                | | |
|             | Поморие                            | Област Бургас: Каменар 42°37′ с. ш. 27°34′ и. д. / 42.616667° с. ш. 27.566667° и. д. и Медово 42°42′ с. ш. 27°34′ и. д. / 42.7° с. ш. 27.566667° и. д. | 20 °C; 1,9 l/s                         | Съдържа голямо количество магнезий. Тя е хипотермална, с алкална реакция. Хидрокарбонатно-сулфатна, хлоридно-натриева, съдържа йод и флуор.                                                                    | Заболявания на опорно-двигателния апарат; заболявания на периферната нервна система; гинекологични заболявания и стерилитет; кожни заболявания. |
|             | Рупите                             | Благоевград 41°26′ с. ш. 23°15′ и. д. / 41.433333° с. ш. 23.25° и. д.                                                                                  | свещен извор; 76 °C; 35 l/s            | Средноминерализирана, сулфатно-хидрокарбонатна-натриева, флуорна, силициева, със завишено количество сероводород, радон, калций и магнезий. В минералната вода се съдържа ценен биопланктон от микроводорасли. | При бъбречно-урологични, обменно-ендокринни и професионални заболявания. За заболявания на опорно-двигателния апарат, гръбначния стълб, нервната система, половата система, стерилитет. |
|             | Сандански                          | Област Благоевград 41°34′ с. ш. 23°17′ и. д. / 41.566667° с. ш. 23.283333° и. д.                                                                       | 20 извора; 41 – 83 °C; 21 l/s          | Слабоминерализирана, хипертермална, флуорна, силициева, сулфатно-хидрокарбонатна-натриева, със съдържание на сероводород и радон.                                                                              | Заболявания на опорно-двигателния апарат и периферната нервна система, кожни и гинекологични заболявания. Профилактично при остеопороза и зъбен кариес. При алергични бронхити, бронхиална астма. |
|             | Сапарева баня                      | Област Кюстендил 42°17′ с. ш. 23°16′ и. д. / 42.283333° с. ш. 23.266667° и. д.                                                                         | 103 °С                                 | Най-високо съдържание на флуор в България, също е сулфидно-сероводородна, сулфатно-хидрокарбонатна-натриева, с литий.                                                                                          | Болести на опорно-двигателен апарат, травми, състояния след счупвания, подагра. При дискови хернии, дископатии, полиневропатии, заболявания на дихателната система и централната нервна система. За лечение на остеопороза и зъбен кариес. |
|             | Св. св. Константин и Елена (Варна) | Област Варна 43°14′ с. ш. 28°01′ и. д. / 43.233333° с. ш. 28.016667° и. д.                                                                             | 30 – 60 °C; 175 l/s                    | Слабоминерализирана, хипертермална, мека, натриево-хлоридна, амониево-флуоридна, калциево-сулфидна и магнезиево-сулфатна, със съдържание на желязо и селен                                                     | дегенеративни ставни заболявания, увреждания на междупрешленни дискове, моно- и полиартрити, периартрити, бурсити, инсерционити, ставни синдроми при системни заболявания; състояния след: артроскопия, сърдечни операции – байпас, сърдечно клапно протезиране, ендопротезиране на тазобедрена, колянна и раменна става, фрактури и хирургичното им лечение; мозъчен инсулт, множествена склероза, Паркинсонова болест, моно- и полиневропатия, радикулит, плексит, последици от травми на периферни нерви, миокарден инфаркт (подостра и хронична фаза) |
|             | Сливенски минерални бани           | Област Сливен 42°41′ с. ш. 26°20′ и. д. / 42.683333° с. ш. 26.333333° и. д.                                                                            | 48 °C; 17 l/s                          | | Заболявания на опорно-двигателния апарат и периферната нервна система; на черния дроб и жлъчните пътища; стомашно-чревни болести (колит, гастрит, язва на стомаха и дванадесетопръстника). Ставни заболявания, кожни болести, заболявания на гръбначния стълб. Противопоказания за лечение: всички заболявания в остър стадий; инфекциозни заболявания; злокачествени заболявания; кръвоизливи от стомашна и дуоденална язва; бременност; туберколоза; нефрити, нефрози; тежки сърдечносъдови заболявания и др. |
|             | Слънчев бряг                       | Област Бургас 42°42′ с. ш. 27°42′ и. д. / 42.7° с. ш. 27.7° и. д.                                                                                      | 28 – 34 °C; 4,6 l/s                    | | |
|             | София                              | София-град 42°42′ с. ш. 23°20′ и. д. / 42.7° с. ш. 23.333333° и. д.                                                                                    |                                        | | При камъни в бъбреците, жлъчно-чернодробни, стомашно-чревни заболявания. |
|             | Старозагорски бани                 | Област Стара Загора 42°27′ с. ш. 25°30′ и. д. / 42.45° с. ш. 25.5° и. д.                                                                               | 42 °C; 20 l/s                          | | Заболявания на опорно-двигателния апарат; периферната нервна система; заболявания на сърдечносъдовата система. Стомашно-чревни; чернодробно-жлъчни; бъбречно-урологични; обменни; хронични интоксикации от различно естество; анемични състояни. Противопоказания за лечение: съдови заболявания на централната нервна система (слединсултни състояния); сърдечносъдови заболявания – инфаркт на миокарда, нестабилна стенокардия и др.; дегенеративни нервни болести (дисеминирана склероза, миелопатии); тромбофлибит; психични заболявания и наркомании; белодробни заболявания – емфизем, абсцес; епилепсия; туберкулоза; анемии, кръвоизливи; ендокринни заболявания – захарна болест с късен дегенеративен синдром и др.                                                                             |
|             | Стефан Караджово                   | Област Ямбол 42°13′ с. ш. 26°50′ и. д. / 42.216667° с. ш. 26.833333° и. д.                                                                             | 21 °C; 13 l/s                          | | |
|             | Стрелча                            | Област Пазарджик 42°30′ с. ш. 24°19′ и. д. / 42.5° с. ш. 24.316667° и. д.                                                                              | 36 – 56 °C; 18 l/s                     | | Заболявания на опорно-двигателния апарат и периферната нервна система, гинекологични и андрологични заболявания. Противопоказания за лечение: при наличие на фебрилни състояния; базедова болест; болни с тежки анемии; сърдечносъдови заболявания – III степен; бременност и др. |
|             | Хисаря                             | Област Пловдив 42°30′ с. ш. 24°42′ и. д. / 42.5° с. ш. 24.7° и. д.                                                                                     | 22 извора; 31 – 52 °C; 62,1 l/s        | Слабоминерализирана, радонова (радиоактивност 150 емана) и алкална реакция. Съдържа 21 микроелемента. | Бъбречно-урологични заболявания; заболявания на стомашно-чревния тракт и чернодробно-жлъчни (вкл. заболявания след вирусен хепатит); ендокринно-обменни заболявания. Заболявания на отделителната система, бъбреците, черния дроб, жлъчката и артроревматични заболявания, неврологични – дископатии, радикулити, полинефрити. Противопоказания за лечение: всички заболявания в остър стадий, остри инфекциозни заболявания, бацилоносителство, гнойни процеси във всички органи; злокачествени тумори; чести и скорошни кръвоизливи от различно естество; патологична бременност; всички форми на неизлекувана туберкулоза; припадъчни състояния; тиреотоксикоза и др. |
|             | Чифлик                             | Област Ловеч 42°55′ с. ш. 24°40′ и. д. / 42.916667° с. ш. 24.666667° и. д.                                                                             | 1 извор; 51 °C; 33 l/s                 | | |
|             | Шипково                            | Област Ловеч 42°53′ с. ш. 24°33′ и. д. / 42.883333° с. ш. 24.55° и. д.                                                                                 | 18 – 38 °C; 10 l/s                     | | |